# Maria Neuss
Maria Neuss (geboren Komotau, 31 mei 1905) was een Nederlands en Zuid-Afrikaans violist, afkomstig uit de Bohemen tijdens de Dubbelmonarchie Oostenrijk-Hongarije.
Ze was dochter van Karl Hermann Neuss en Franziska Dvořák. Moeder zou afstammeling zijn van de componist Antonín Dvořák.
Neuss studeerde aan de Hochschule für Musik, zowel in Wenen als Berlijn. Ook had ze les van Otakar Ševčík en van Carl Flesch van wie ze ook assistent geweest schijnt te zijn. De studie in Berlijn werd afgesloten met een prijs van de stad Berlijn. Neuss kwam in de jaren dertig in het kader van optredens in Europa ook wel naar Nederland en deed langzamerhand haar intrede in de muziek in en om Den Haag. Ze speelde concerten met de Haarlemse Orkest Vereniging en het Residentie Orkest. Ze gaf ook kamermuziekuitvoeringen met pianist Theo van der Pas. In de jaren dertig maakte ze kennis met dirigent Frits Schuurman met wie ze rond 1939 trouwde. Tijdens de Tweede Wereldoorlog kon het echtpaar door musiceren. Na de oorlog trok het echtpaar naar Zuid-Afrika waar haar man dirigeerde bij orkesten in Johannesburg, Kaapstad en Durban. Het echtpaar gaf daar ook les aan de aan de orkesten gekoppelde opleidingen; in Kaapstad was ze lector (1952-1955). Michael Neumann was een leerling van haar.
Maria Neuss bracht het tot twee concerten met het Concertgebouworkest onder Willem Mengelberg. Op 25 en 27 maart 1943 speelde ze het Vioolconcert van Antonín Dvořák in Amsterdam respectievelijk Den Haag. Het orkest was toen door de Duitse bezetter ontdaan van Joodse musici. Er zijn opnamen van verkrijgbaar. Componist Cromwell Everson droeg zijn Sonate voor viool en piano uit 1954 aan haar op. Het beleefde haar première in Kaapstad.